# Diracova notace
Diracova notace (nebo také Diracova symbolika) je způsob zápisu vektorů běžně používaný v kvantové mechanice a kvantové teorii pole. Jde o zápis vektorů v Hilbertově prostoru, který zavedl P.A.M. Dirac. Symbolika je též známá jako braketová.

## Definice
Vektor a je označován symbolem {\displaystyle |a\rangle }. Protože jsme v prostoru se skalárním součinem {\displaystyle (\cdot ,\cdot )}, je dobře definován duální vektor {\displaystyle \mathbf {a} ^{*}=(\mathbf {a} ,\cdot )} a značí se {\displaystyle \langle a|}. Vektory se nazývají ket-vektory a duální vektory bra-vektory. Jde o slovní hříčku, protože akce bra-vektoru {\displaystyle \langle a|} na ket-vektor {\displaystyle |b\rangle } je podle definice jejich skalární součin {\displaystyle \langle a|b\rangle =(\mathbf {b} ,\mathbf {a} )}, což se anglicky říká bracket (závorka) (obvykle uvažujeme komplexní prostory a od skalárního součinu očekáváme linearitu v b a anti-linearitu v a). Pokud souřadnice vektoru {\displaystyle |a\rangle } jsou v nějaké ortonormální bázi
{\displaystyle |a\rangle ={\begin{pmatrix}a_{1}\\a_{2}\\\vdots \\a_{n}\end{pmatrix}},}
pak souřadnice vektoru {\displaystyle \langle a|} v duální bázi jsou {\displaystyle \langle a|=(a_{1}^{*},a_{2}^{*},\cdots ,a_{n}^{*})} (* označuje komplexní sdružení). Za daných předpokladů můžeme také říct, že {\displaystyle \langle a|} je hermiteovsky sdružený vektor k {\displaystyle |a\rangle }.

## Použití
Diracova symbolika je výhodná proto, že je možné zapsat operátor, jeho vlastní čísla a vektory pomocí jednoho symbolu, např.
{\displaystyle {\hat {L}}|L\rangle =L|L\rangle },
kde {\displaystyle {\hat {L}}} je operátor, {\displaystyle L} představuje jeho vlastní číslo a {\displaystyle |L\rangle } jeho vlastní vektor.

V případě diskrétních vlastních hodnot má předchozí vztah tvar
{\displaystyle {\hat {L}}|L_{n}\rangle =L_{n}|L_{n}\rangle =L_{n}|n\rangle }

Pro hermiteovský operátor {\displaystyle {\hat {A}}}, tzn. {\displaystyle {\hat {A}}^{+}={\hat {A}}}, pro který platí
{\displaystyle {\hat {A}}|f\rangle =|g\rangle }
pak také platí
{\displaystyle \langle g|={(|g\rangle )}^{+}={({\hat {A}}|f\rangle )}^{+}={(|f\rangle )}^{+}{\hat {A}}^{+}=\langle f|{\hat {A}}}
Hermiteovské operátory tedy působí na ket-vektory zleva a na bra-vektory zprava a tyto akce jsou stejné (ve smyslu ztotožnění vektorů a duálů).
Mnoho formulí z lineární algebry se dá v Diracově notaci zapsat velmi přehledně. Například operátor ortogonální projekce na prostor, který má ortonormální bázi {\displaystyle |e_{1}\rangle ,\ldots ,|e_{k}\rangle } se dá napsat jako {\displaystyle \sum _{i}|e_{i}\rangle \langle e_{i}|} (součin ket-vektoru a bra-vektoru je lineární operátor).